# Modern Art Oxford
Modern Art Oxford è una galleria fondata nel 1969 nell'Università di Oxford. Dal 1969 al 2002, la galleria era conosciuta sotto il nome The Museum of Modern Art, Oxford.
Nicholas Serota fu direttore dal 1974. Nel 1976 seguì la direzione di David Elliott.